# Jambur Padang Matinggi
Jambur Padang Matinggi is een bestuurslaag in het regentschap Mandailing Natal van de provincie Noord-Sumatra, Indonesië. Jambur Padang Matinggi telt 3458 inwoners (volkstelling 2010).